# Shengjin Hu
Shengjin Hu (kinesiska: 升金湖) är en sjö i Kina. Den ligger i provinsen Anhui, i den östra delen av landet, omkring 170 kilometer söder om provinshuvudstaden Hefei. Shengjin Hu ligger 9 meter över havet. Arean är 79 kvadratkilometer. Den sträcker sig 16,0 kilometer i nord-sydlig riktning, och 18,9 kilometer i öst-västlig riktning.
Genomsnittlig årsnederbörd är 2 360 millimeter. Den regnigaste månaden är juni, med i genomsnitt 367 mm nederbörd, och den torraste är januari, med 69 mm nederbörd.